# El Father Como Sí Mismo (2020)
El Father Como Sí Mismo es un documental de 2020 de la cineasta italo-americana Mo Scarpelli, estrenado en el 51.er Visions du Réel. Es una coproducción entre Venezuela, Reino Unido, Italia y Estados Unidos. Relata la historia del rodaje de La Fortaleza, una película en la cual un hijo vuelve a su país natal para contar la historia de su padre, quien a su vez protagoniza el largometraje.

## Sinopsis
Jorge Thielen Armand es un joven director de cine que emigró de Venezuela cuando tenía 15 años. Tres lustros más tarde, ya adulto, en el 2019, decide volver al país, específicamente a la selva amazónica, con el objetivo de contar la historia de su padre en una película profundamente personal. Jorge Roque Thielen, el padre del cineasta, se interpreta a sí mismo en el largometraje.
En el filme se percibe cómo la ficción y la realidad se entrelazan. La temática de El Father Como Sí Mismo revela un acto de amor y ambición que se transforma en un difícil proceso durante la filmación, que obliga al padre y al hijo a enfrentarse a su pasado y reconciliarse con él. En palabras de la directora, “es el choque del miedo y el amor”.

## Elenco
- Jorge Roque Thielen H.
- Jorge Thielen Armand

## Recepción
Sheri Linden, de The Hollywood Reporter, escribió que El Father Como Sí Mismo era “una tentadora casa de espejos” y Emiliano Granada, de Variety, expresó que le pareció "un retrato profundamente humano”. Por su parte, Joshua Brunsting de Criterion Cast, dijo: “Hay lirismo y poesía en la realización cinematográfica, lo que permite a los espectadores sumergirse por completo en la reflexión de Scarpelli sobre hacer cine, la familia y la pérdida... Sinceramente, una de las mejores películas de 2020”.
Adicionalmente, recibió la Mención Especial en la 51.ª edición de Visions du Réel, en el Perso Film Festival y en la 22.ª edición del Lucania Film Festival. Quedó en la Selección de lo mejor de los festivales del IDFA y fue la Película de la noche de apertura en el Cucalorus Film Festival.
También fue la ganadora del Torino Film Lab Audience Design Fund de 2020.

## Premios y nominaciones
| Premio                                   | Categoría                                                | Nominado(s)          | Resultado | Referencias |
| ---------------------------------------- | -------------------------------------------------------- | -------------------- | --------- | ----------- |
| Festival de Málaga                       | Biznaga de Plata al Mejor Director                       | Mo Scarpelli         | Ganadora  | [ 15 ]      |
| Festival de Cine de Bogotá               | Mejor Documental Sobre Arte                              | Mo Scarpelli         | Ganadora  | [ 16 ]      |
| Festival del Cine Venezolano             | Mejor Cámara de Largometraje Documental                  | Mo Scarpelli         | Ganadora  | [ 17 ]      |
| Festival del Cine Venezolano             | Mejor Dirección de Fotografía de Largometraje Documental | Mo Scarpelli         | Ganadora  | [ 17 ]      |
| Garden Route International Film Festival | Mejor Director                                           | Mo Scarpelli         | Ganadora  | [ 18 ]      |
| Garden Route International Film Festival | Mejor Actor                                              | Jorge Thielen Armand | Ganador   | [ 18 ]      |
| Doc Alliance Selection 2020              | Doc Alliance Selection Award                             | Mo Scarpelli         | Nominada  | [ 19 ]      |